# Yama tahitiensis
Yama tahitiensis är en tvåvingeart som beskrevs av James E. Sublette och Martin 1980. Yama tahitiensis ingår i släktet Yama och familjen fjädermyggor. Inga underarter finns listade i Catalogue of Life.